# İhsan Güvenç
İhsan Güvenç (* 1983 in Gaziantep) ist ein türkischer Popsänger.

## Leben und Karriere
Güvenç ist ein Absolvent des staatlichen türkischen Musikkonservatoriums. 2008 nahm er an der vierten Staffel der Castingshow Popstar Alaturka teil, die im Programm von Star TV ausgestrahlt wurde. Am 27. April 2008 gewann er den Wettbewerb und erhielt einen Geldpreis von 100.000 Lira. 
Sein Debütalbum erschien 2010 unter der Leitung von Selçuk Tekay.

## Diskografie

### Alben
- 2010: Sitem

### Singles (Auswahl)
- 2010: Gece Kirpikli Kadın
- 2011: Açma Zülüflerin